# Dillwynia retorta
Dillwynia retorta är en ärtväxtart som först beskrevs av Wendl., och fick sitt nu gällande namn av George Claridge Druce. Dillwynia retorta ingår i släktet Dillwynia och familjen ärtväxter. Inga underarter finns listade i Catalogue of Life.

## Bildgalleri

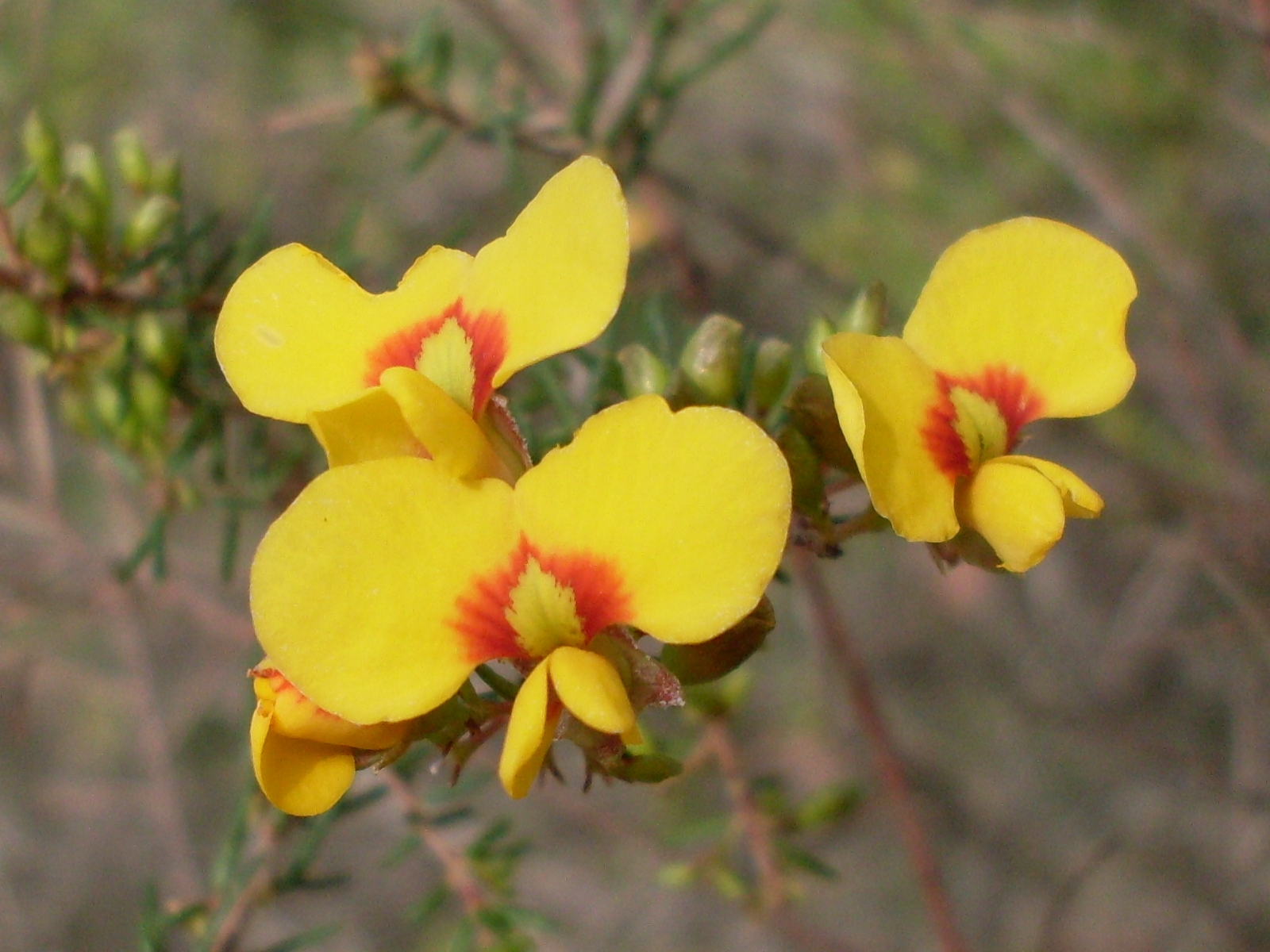
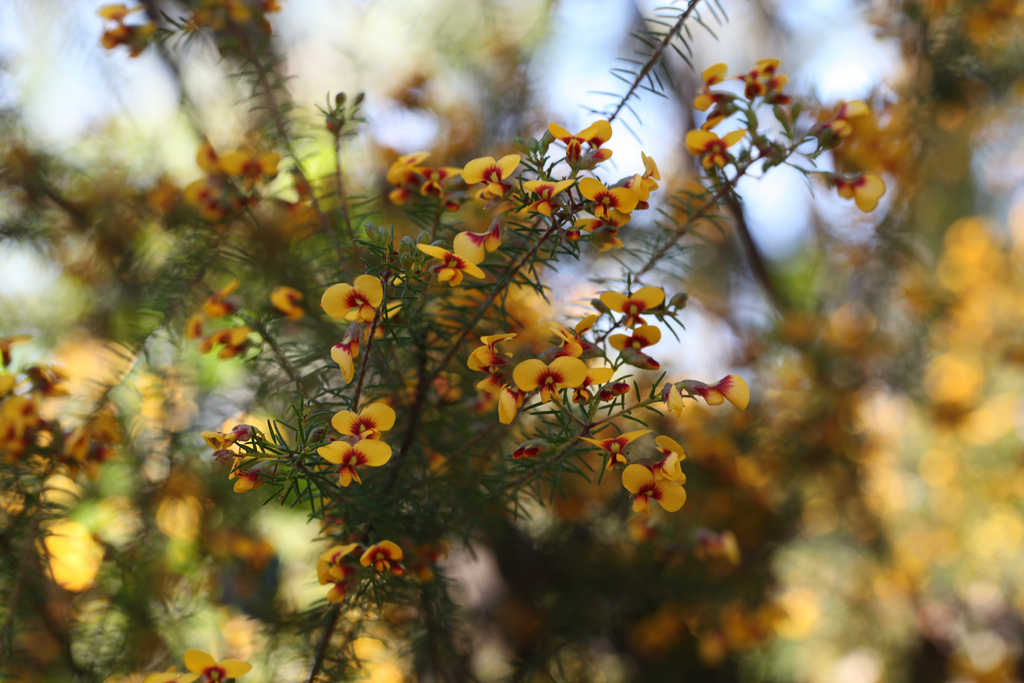
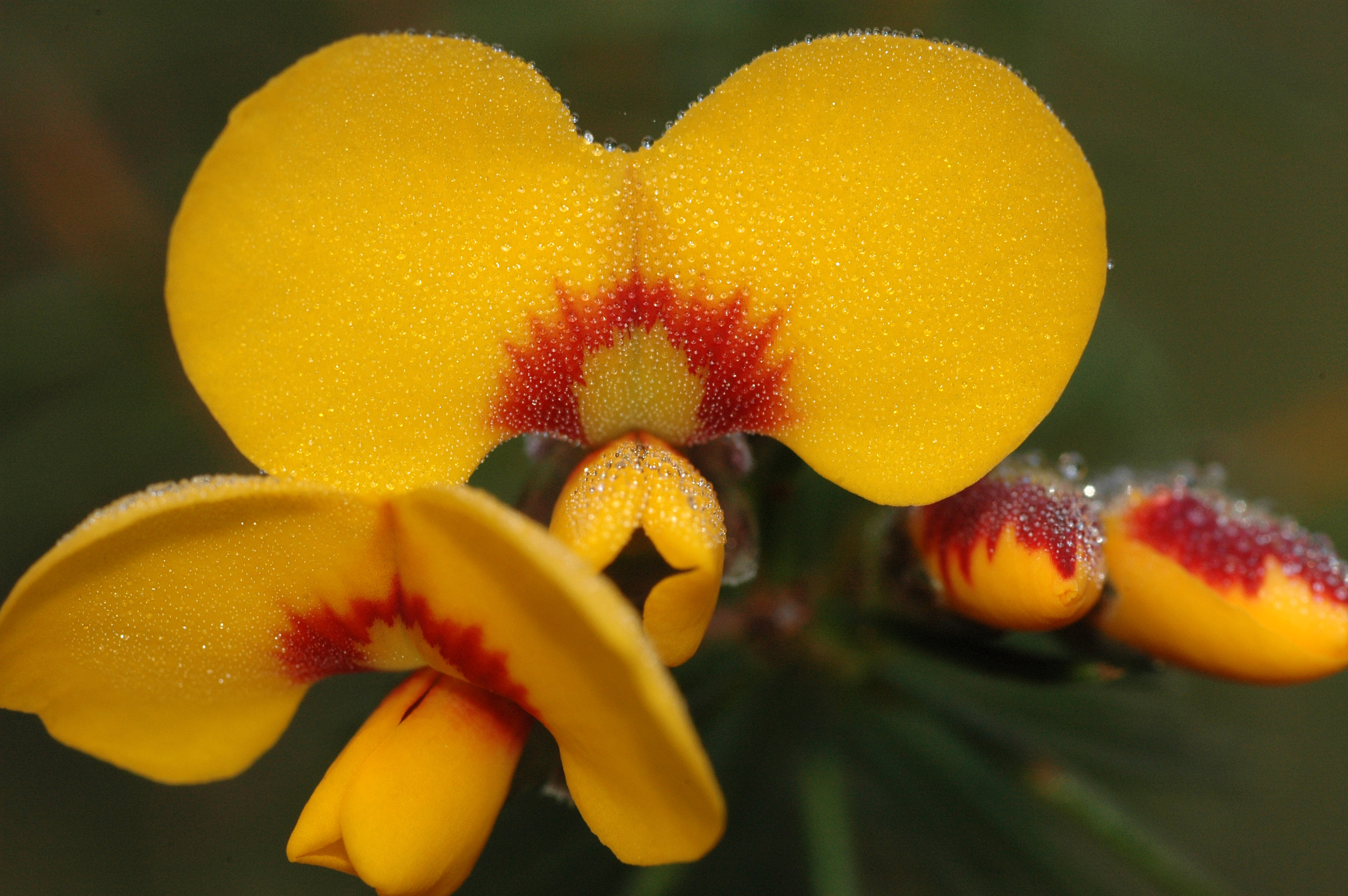